# Club de Fútbol Extremadura
Il Club de Fútbol Extremadura è stata una società calcistica spagnola con sede nella città di Almendralejo (provincia di Badajoz), nella Estremadura.

## Storia
Dopo aver giocato per la maggior parte della sua storia in Tercera División, nella seconda metà degli anni '90 era riuscito ad ottenere la promozione nella Liga, nella quale militò per due stagioni non consecutive terminate in entrambi i casi con la retrocessione. In quel periodo fu allenato da Rafa Benitez, tecnico che sarebbe diventato in seguito campione di Spagna e d'Europa. Nel 2010 fu costretto a sciogliersi a causa delle difficoltà finanziarie in cui versava.

## Cronistoria
| Stagione | Divisione | Piazzamento | Copa del Rey |
| -------- | --------- | ----------- | ------------ |
| 1952/53  | 3ª        | 3º          |              |
| 1953/54  | 3ª        | 1º          |              |
| 1954/55  | 2ª        | 11º         |              |
| 1955/56  | 2ª        | 7º          |              |
| 1956/57  | 2ª        | 9º          |              |
| 1957/58  | 2ª        | 9º          |              |
| 1958/59  | 2ª        | 5º          |              |
| 1959/60  | 2ª        | 12º         |              |
| 1960/61  | 2ª        | 15º         |              |
| 1961/62  | 3ª        | 4º          |              |
| 1962/63  | 3ª        | 6º          |              |
| 1963/64  | 3ª        | 2º          |              |
| 1964/65  | 3ª        | 8º          |              |
| 1965/66  | 3ª        | 1º          |              |
| 1966/67  | 3ª        | 3º          |              |
| 1967/68  | 3ª        | 6º          |              |
| 1968/69  | 3ª        | 15º         |              |
| 1969/70  | 3ª        | 15º         |              |
| 1970/71  | Regionali | --          |              |
| 1971/72  | Regionali | --          |              |

| Stagione | Divisione | Piazzamento | Copa del Rey |
| -------- | --------- | ----------- | ------------ |
| 1972/73  | 3ª        | 18º         |              |
| 1973/74  | Regionali | --          |              |
| 1974/75  | 3ª        | 19º         |              |
| 1975/76  | Regionali | --          |              |
| 1976/77  | Regionali | --          |              |
| 1977/78  | 3ª        | 6º          |              |
| 1978/79  | 3ª        | 16º         |              |
| 1979/80  | 3ª        | 13º         |              |
| 1980/81  | 3ª        | 11º         |              |
| 1981/82  | 3ª        | 13º         |              |
| 1982/83  | 3ª        | 13º         |              |
| 1983/84  | 3ª        | 4º          |              |
| 1984/85  | 3ª        | 2º          |              |
| 1985/86  | 3ª        | 5º          |              |
| 1986/87  | 3ª        | 4º          |              |
| 1987/88  | 3ª        | 3º          |              |
| 1988/89  | 3ª        | 2º          |              |
| 1989/90  | 3ª        | 1º          |              |
| 1990/91  | 2ªB       | 14º         |              |
| 1991/92  | 2ªB       | 3º          |              |

| Stagione | Divisione  | Piazzamento | Copa del Rey |
| -------- | ---------- | ----------- | ------------ |
| 1992/93  | 2ªB        | 6º          |              |
| 1993/94  | 2ªB        | 1º          |              |
| 1994/95  | 2ª         | 15º         |              |
| 1995/96  | 2ª         | 5º          |              |
| 1996/97  | 1ª         | 19º         |              |
| 1997/98  | 2ª         | 2º          |              |
| 1998/99  | 1ª         | 17º         |              |
| 1999/00  | 2ª         | 8º          |              |
| 2000/01  | 2ª         | 11º         |              |
| 2001/02  | 2ª         | 21º         |              |
| 2002/03  | 2ªB        | 5º          |              |
| 2003/04  | 2ªB        | 13º         |              |
| 2004/05  | 2ªB        | 10º         |              |
| 2005/06  | 2ªB        | 11º         |              |
| 2006/07  | 2ªB        | 16°         |              |
| 2007/08  | Reg. Preg. | 17º         |              |
| 2008/09  | Reg. Preg. | 17º         |              |
| 2009/10  | Reg. Preg. | 19º         |              |

## Statistiche e record

### Partecipazione ai campionati
- 1ª División: 2 stagioni
- 2ª División: 13 stagioni
- 2ª División B: 10 stagioni
- 3ª División: 26 stagioni

## Palmarès

### Competizioni nazionali
- Segunda División B: 1

1993-1994
- Tercera División: 3

1953-1954, 1965-1966, 1989-1990

### Altri piazzamenti
- Segunda División (Spagna):

Secondo posto: 1997-1998
- Segunda División B:

Terzo posto: 1991-1992 (gruppo IV)
- Tercera División:

Secondo posto: 1963-1964, 1984-1985, 1988-1989
Terzo posto: 1952-1953, 1966-1967, 1987-1988